# Burgwald
Burgwald är en kommun i Landkreis Waldeck-Frankenberg i Regierungsbezirk Kassel i förbundslandet Hessen i Tyskland.
De tidigare kommunerna Birkenbringhausen, Ernsthausen und Wiesenfeld gick samman i den nya kommunen Burgwald 1 juli 1971. Den tidigare kommunen Bottendorf uppgick i Burgwald 1 januari 1974.